# Clasificación para la Copa Mundial de Rugby de 2023
El proceso de clasificación para la Copa Mundial de Rugby de 2023 a realizarse en Francia, comenzó durante las fases de grupos del torneo de 2019 en Japón; en el que los tres mejores equipos de cada uno de los cuatro grupos se clasificaron automáticamente. Otros ocho equipos se clasificarán a través de play-offs regionales, interregionales y el proceso de repechaje.

## Equipos clasificados

Gráfico de clasificación.

|                                                | África                | América           | Europa                                                                  | Asia     | Oceanía                            |       |
| ---------------------------------------------- | --------------------- | ----------------- | ----------------------------------------------------------------------- | -------- | ---------------------------------- | ----- |
| Clasificado en el Mundial de 2019              | - Sudáfrica (Campeón) | - Argentina       | - Inglaterra - Francia (Anfitrión) - Irlanda - Italia - Escocia - Gales | - Japón  | - Australia - Nueva Zelanda - Fiyi |       |
| Clasificado vía torneo regional                | - Namibia             | - Uruguay - Chile | - Georgia - Rumania                                                     |          | - Samoa                            |       |
| Clasificado a través de play-off interregional |                       |                   |                                                                         |          | Tonga                              | Tonga |
| Clasificado mediante repechaje                 | Portugal              | Portugal          | Portugal                                                                | Portugal | Portugal                           |       |

## Proceso de clasificación
Tras la confirmación de los doce equipos clasificados automáticamente del Mundial de 2019, World Rugby anunció el formato de clasificación para los ocho lugares restantes el 8 de junio de 2020. De las ocho plazas restantes, seis se decidirán en torneos regionales, una por un playoff interregional y la última a través de un torneo de clasificación final. 
Los detalles finales de los formatos y fechas de la competencia regional se anunciarán a su debido tiempo.

### África
Rugby Afrique ha obtenido un lugar en la copa del mundo, que se otorgará a los ganadores de la Rugby Africa Cup 2021-22 (África 1). El subcampeón avanzará al Torneo de Clasificación Final como África 2.

### América

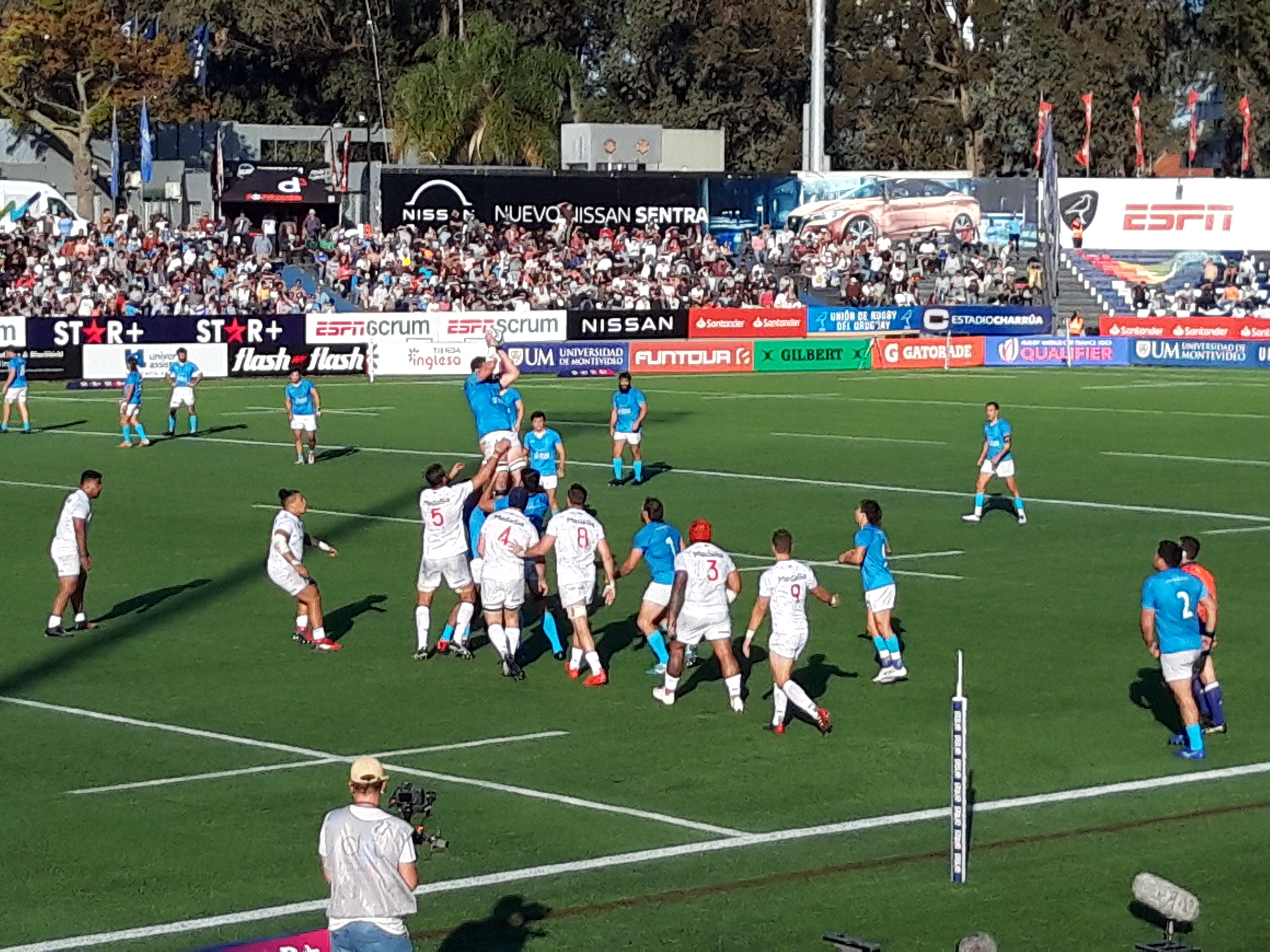
Estados Unidos vs Uruguay.

Las Américas se han adjudicado dos plazas de clasificación, decididas por varios partidos de play-off tanto en América del Norte como en América del Sur. Américas 1 se otorgará al ganador de la ronda 3; donde América del Norte 1 (el ganador de una serie de play-offs Entre Estados Unidos y Canadá) contra América del Sur 1 (el ganador del Campeonato de Naciones SAR 3) se jugará entre sí con el ganador en la clasificación global para la Copa del Mundo.
Américas 2 serán los ganadores en el global en una serie final de play-offs entre los subcampeones de la ronda 3 y los ganadores de una serie de play-offs entre América del Norte 2 y América del Sur 2. El perdedor de la serie final de play-off avanza al Torneo de Clasificación Final como Américas 3.

### Asia
Asia Rugby, con su equipo mejor clasificado automáticamente ya (Japón), no obtuvo otro lugar de clasificación directa. Sin embargo, el ganador del Asia Rugby Championship 2022 (Asia 1) tendrá la oportunidad de clasificarse a través de un play-off interregional contra Oceanía 2.

### Europa
Rugby Europe, con seis equipos clasificados automáticamente, ganó otras dos plazas más para la Copa del Mundo, que se otorgarán a los ganadores y subcampeones de un Rugby Europe Championship combinado 2021-2022 (Europa 1 y Europa 2). El equipo tercer clasificado avanza al Torneo de Clasificación Final como Europa 3.

### Oceanía
Oceania Rugby recibió una plaza de clasificación directa y fue otorgada al ganador en el global de un play-off Samoa-Tonga en casa y fuera de casa (Oceanía 1). El perdedor luego avanzaría a un partido de play-off consecutivo contra el ganador de la Copa de Rugby de Oceanía 2021 para avanzar como Oceanía 2 a un play-off interregional contra Asia 1.

## Play-off y Torneo de Clasificación Final
Después de los torneos regionales, la siguiente fase de clasificación será un play-off de Asia / Pacífico en casa y fuera de casa entre Asia 1 y Oceanía 2, con el ganador en la clasificación global para la Copa Mundial de Rugby 2023 (Asia / Pacífico 1). El perdedor avanzará al Torneo de Clasificación Final como Asia/Pacífico 2.
La etapa final del proceso de clasificación concluirá en noviembre de 2022 con un Torneo de Clasificación Final de formato de todos contra todos en cuatro equipos. Los cuatro equipos serán:
- África 2
- América 3
- Europa 3
- Asia/Pacífico 2

El ganador del torneo completará los 8 clasificatorios adicionales para formar la copa mundial de 20 equipos.